# Sebastian Tauerbach

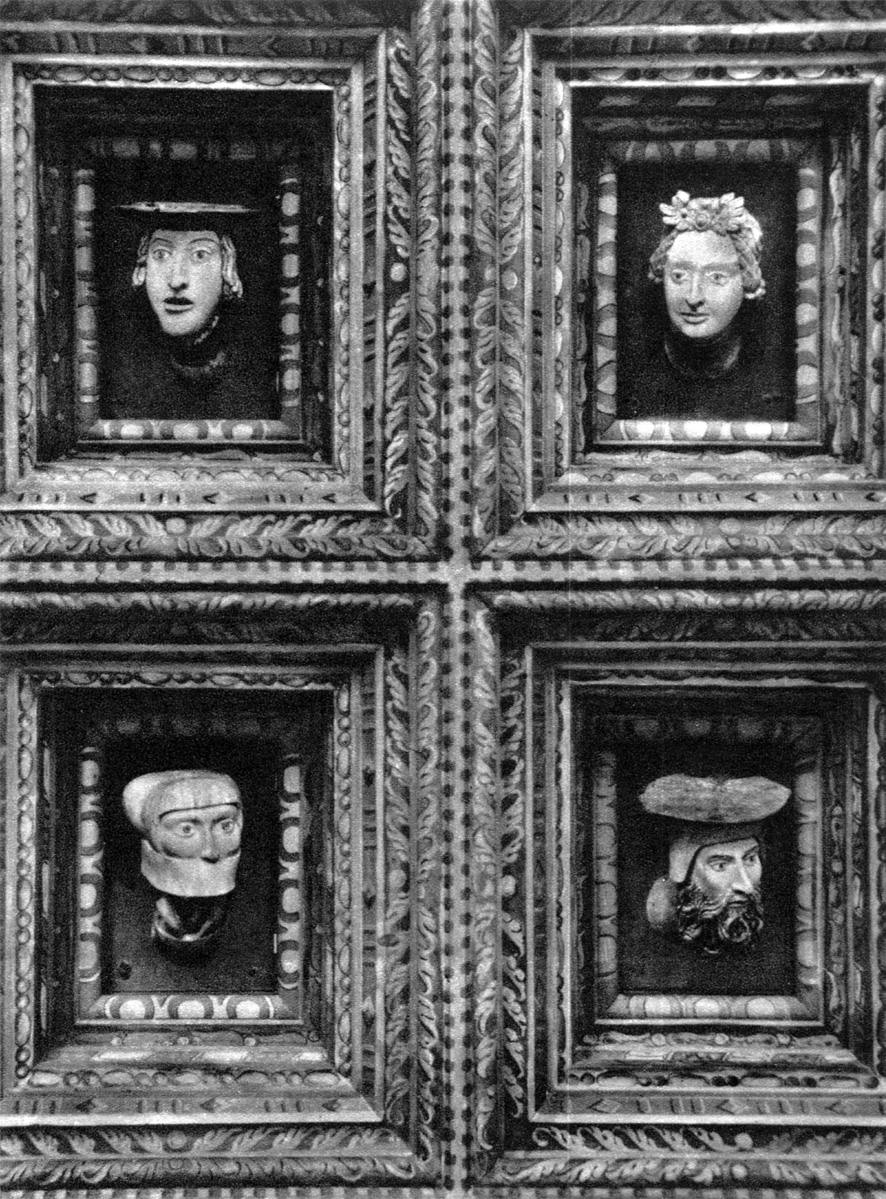
Głowy wawelskie

Sebastian Tauerbach (ur. ?  – zm. 1552) – artysta późnego gotyku. Razem  z Hansem Snycerzem stworzył słynne głowy wawelskie. Pochodził z Wrocławia. 